# 昭公 (鄭)
昭公（しょうこう、紀元前?年 - 紀元前695年）は、鄭の第4代および第6代君主。荘公の長子。

## 生涯
荘公と鄧曼の長子として生まれ、太子となる。
荘公38年（前706年）、北戎が斉に侵攻したというので、荘公は太子の忽（こつ）を救援に向かわせた。これによって北戎を撃退できたので、斉の釐公は太子忽に娘を娶らせようとした。しかし太子忽は「我が国は小国で、斉とは釣り合いがとれません」と言って断った。
荘公43年（前701年）5月、荘公が薨去したため、太子忽が立って鄭君（以降は昭公と表記）となった。9月、異母弟の突（とつ）の母である雍姞（ようきつ）は宋の出身であったため、宋の荘公と親交があった。宋の荘公は鄭の祭仲が昭公を鄭君に立てたと聞くと、祭仲と公子突を召して捕え、公子突を立てるよう要求した。祭中はやむなく承諾し、帰国するなり公子突を立てて鄭君（以降は厲公と表記）とした。これによって昭公は鄭を出て衛に亡命した。
厲公4年（前697年）5月、厲公が蔡に出奔したため、6月、昭公は祭仲に迎えられ、ふたたび位に就いた。
昭公2年（前695年）、昭公は即位する以前、大夫の高渠弥が卿になることに反対したことがあったため、即位後になって高渠弥から殺されないかを心配していた。10月、案の定、昭公は高渠弥と狩りに出かけた際に高渠弥から射殺された。昭公の死後、高渠弥は厲公を迎えてふたたび鄭君に就かせようとしたが、祭仲が反対したため、昭公の弟である公子亹（び）を立てて鄭君とした。

## 参考資料
- 『春秋左氏伝』（桓公十一年、十五年、十七年）
- 『史記』（鄭世家第十二）